# Plaza de San Sebastián
La plaza de San Sebastián es un espacio público de la ciudad española de Segovia.

## Descripción
La plaza, que toma el título de la iglesia sita en ella,  está entre la de Avendaño y la del Conde de Cheste. Aparece descrita en Las calles de Segovia (1918) de Mariano Sáez y Romero con las siguientes palabras:

San Sebastián (Plazuela de).—Está enclavada entre la plazuela de Avendaño y la Travesía de San Sebastián. La plazuela es pequeña y solitaria con tres o cuatro casas espaciosas, de la antigua traza segoviana. Da a ella la parte posterior de la casa llamada de Segovia, en la que se ven dos torreones, uno redondo muy fuerte y de mucho carácter. En el centro se halla la iglesia románica de San Sebastián, construída probablemente en el siglo XI o en el XII y con los ábsides y portada característicos de este estilo. La torre es baja y el interior con tres naves y arco peraltado sostenido por columnas. Las dos vías que desde esta plazuela se dirigen una a la calle de San Agustín (enfrente de la Diputación), y otra a la plazuela del Conde de Cheste, no tienen nombre alguno, siendo designadas en las referencias habladas indistintamente como Travesía de San Sebastián.
(Sáez y Romero, 1918, p. 172)